# Roman Bronze Works
Roman Bronze Works, senare Roman Bronze Studios, var ett amerikanskt bronsgjuteri, som grundades 1897 i New York av Riccardo Bertelli. Det lades ned 1988.
Det var det första konstgjuteriet i USA som specialiserade sig på gjutmetoden förlorat vax. Grundaren Riccardo Bertelli var kemiingenjör från Genua. Från 1898 arbetade Frederic Remington och Charles M. Russell enbart med Roman Bronze Works. Bronsstatyetter av Remington göts av Roman Bronze Works långt in på 1980-talet.
Gjuteriet flyttade 1927 till Tiffanys fabriksbyggnad i tegel i Corona, Queens, New York.
Roman Bronze Works köptes 1946 av Salvatore Schiavo, vars far hade arbetat på gjuteriet sedan 1902. 
År 1908 byggde gjuteriet ett bostadshus med ateljé till skulptören Henry Shrady i White Plains, New York. Detta finns sedan 1982 i National Register of Historic Places som Leo Friedlander Studio.

## Kända verk
- Bronco Buster, av Frederic Remington, omkring 1901
- Confederate Soldiers Monument Sculptures, av Pompeo Coppini, 1903, utanför Texas State Capitol i Austin, Texas
- The Marquis de Lafayette, av Paul Wayland Bartlett, 1907, Hartford, Connecticut
- Stephenson Grand Army of the Republic Memorial, av J. Massey Rhind, 1909, Indiana Plaza i Washington, D.C.
- McMillan Fountain, av  Herbert Adams, 1912, McMillan Reservoir, Washington, D.C.
- The Great Rivers, av Robert Ingersoll Aitken, 1917, Missouri State Capitol, Jefferson City, Missouri
- Dante Alighieri, av Ettore Ximenes, 1921, Meridian Hill Park, Washington, D.C.
- Ulysses S. Grant Memorial, av Henry Shrady, 1924, Capitol Hill, Washington, D.C.
- Pioneer Woman, av Bryant Baker, 1930, Ponca City, Oklahoma
- Atlas, av Lee Lawrie, 1937, Rockefeller Center, New York
- Thomas Jefferson Statue, av Rudolph Evans, 1947, Jefferson Memorial, Washington D.C.

## Bildgalleri

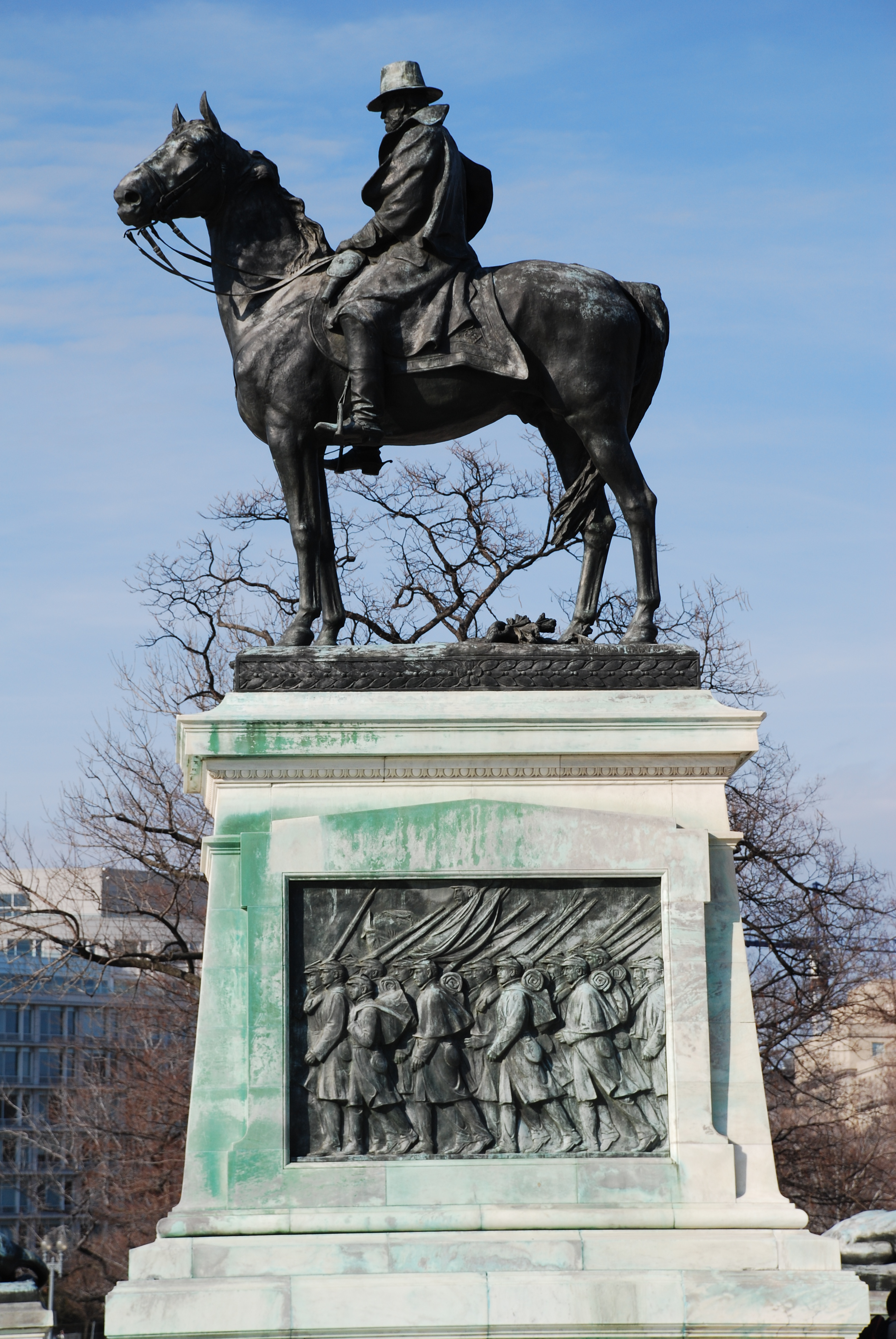
Ulysses S. Grant Memorial, Washington D.C.
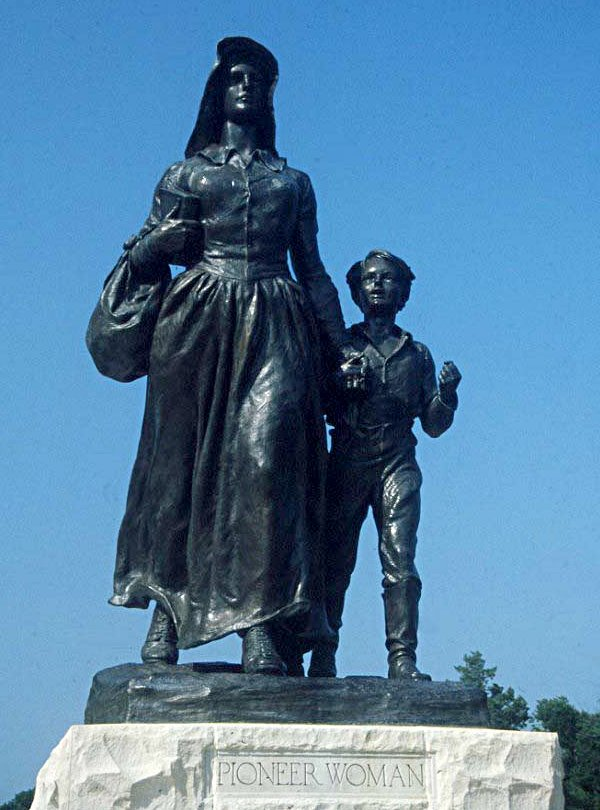
Pioneer Woman, av Bryant Baker, 1930, Ponca City, Oklahoma
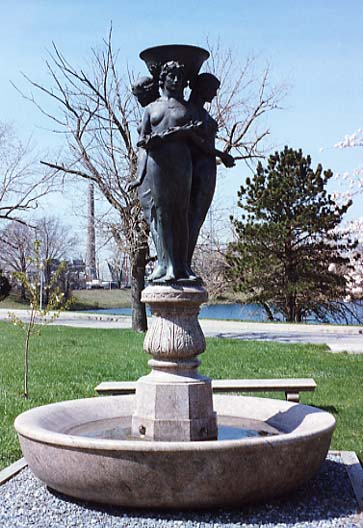
McMillan Fountain, av Herbert Adams, Washington D.C., 1912
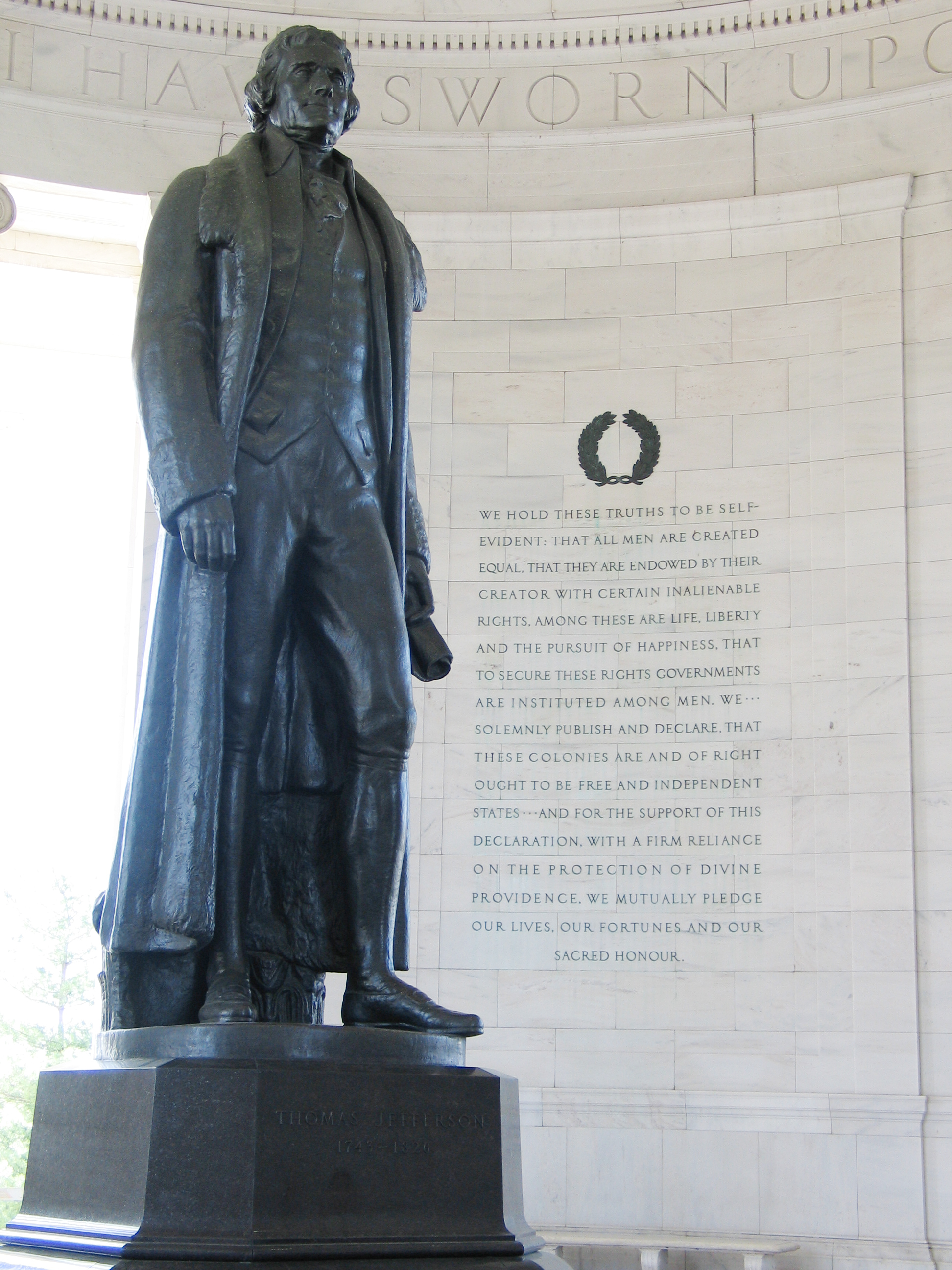
Thomas Jefferson av Rudolph Evans, 1947 i Jefferson Memorial, Washington D.C.